# Oncidium
Oncidium, abreujat com Onc. en el comerç de plantes, és un gènere d'orquídies que conté unes 330 espècies. Es fan servir com a planta d'interior.
El va descriure Olof Swartz el 1800: Oncidium altissimum és l'espècie tipus del gènere. El terme deriva del grec: "onkos", que significa 'inflamació'. Es refereix al llavi més baix.
La majoria de les espècies d’Oncidium són epífites, però algunes són litòfites o plantes terrestres. Es distribueixen des del nord de Mèxic, el Carib i algunes parts del sud de Florida a Amèrica del Sud. Ocasionalment viuen en zones seques.

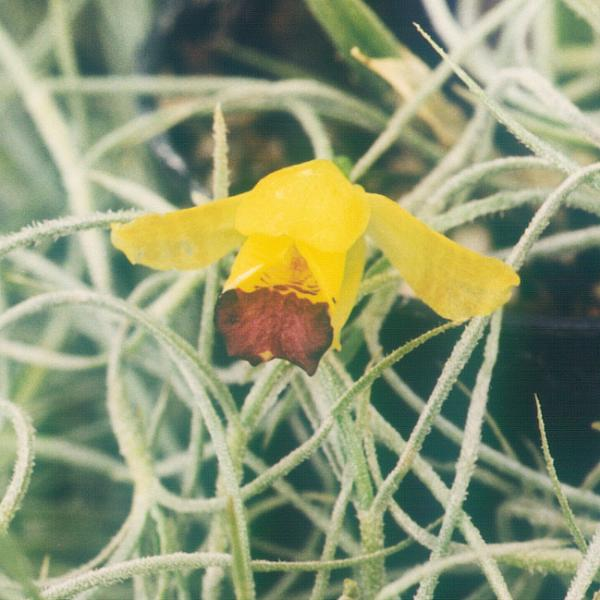
Oncidium brunleesianum

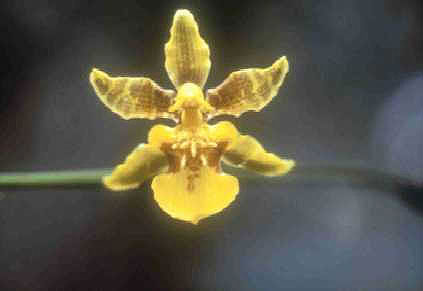
Oncidium floridanum

## Algunes espècies
- Oncidium aberrans (Brasil - Paraná).
- Oncidium abortivum (Veneçuela a Ecuador).
- Oncidium abruptum (Colòmbia a Ecuador).
- Oncidium acinaceum (Ecuador a Perú).
- Oncidium acrochordonia (Colòmbia).
- Oncidium adelaidae (Colòmbia).
- Oncidium advena (N. Veneçuela).
- Oncidium albini (Brasil - Paraná).
- Oncidium alcicorne (Colòmbia).
- Oncidium allenii (Panamà).
- Oncidium aloisii (Ecuador).
- Oncidium altissimum (Jamaica).
- Oncidium amabile (Brasil).
- Oncidium amictum (SE. Brasil).
- Oncidium amoenum (Mèxic).
- Oncidium warmingii (S. Veneçuela a Brasil).
- Oncidium warszewiczii (Costa Rica a Colòmbia).
- Oncidium weddellii (Bolivia).
- Oncidium welteri (Brasil - São Paulo).
- Oncidium wentworthianum (Mèxic– Chiapas al Salvador).
- Oncidium wheatleyanum (Brasil).
- Oncidium widgrenii (SE. & S. Brasil a Paraguay).
- Oncidium williamsii (Bolivia).
- Oncidium xanthocentron (Colòmbia).
- Oncidium xanthornis (NW. Veneçuela a Ecuador).
- Oncidium zappii (Brasil).